# Hippomonavella
Hippomonavella is een mosdiertjesgeslacht uit de familie van de Bitectiporidae en de orde Cheilostomatida

## Soorten
- Hippomonavella borealis (Waters, 1900)
- Hippomonavella brasiliensis Ramalho, Muricy & Taylor, 2008
- Hippomonavella charrua Lopez Gappa, Liuzzi & Pereyra, 2020
- Hippomonavella flexuosa (Hutton, 1873)
- Hippomonavella formosa (MacGillivray, 1887)
- Hippomonavella gymnae Gordon, 1984
- Hippomonavella lingulata Boonzaaier-Davids, Florence & Gibbons, 2020
- Hippomonavella parvicapitata (Canu & Bassler, 1930)
- Hippomonavella pellucidula Hayward & Ryland, 1991
- Hippomonavella praeclara (MacGillivray, 1895)
- Hippomonavella ramosae López de la Cuadra & García-Gómez, 2000